# Llista de topònims de Tossa de Mar
Llista de topònims (noms propis de lloc) del municipi de Tossa de Mar, a la Selva
Informació actualitzada per un bot. Els canvis manuals es perdran quan s'actualitzi!

## arbre singular
| imatge | Nom                    | Ubicat a     | instància de   | Detalls                                                                          | coordenades                                                                  | Protecció        | Commons (més fotos) | Dades a WD                    |
| ------ | ---------------------- | ------------ | -------------- | -------------------------------------------------------------------------------- | ---------------------------------------------------------------------------- | ---------------- | ------------------- | ----------------------------- |
|        | es roure del Bon Retir | Tossa de Mar | arbre singular | Taxon: roure martinenc (Quercus pubescens) Ample: 30.7m Alt: 22m Perímetre: 4.4m | 41° 43′ 45″ N, 2° 55′ 21″ E / 41.729252°N,2.922554°E ca:El Bon Retir 12 msnm | arbre monumental | Roure del Bon Retir | Modifica les dades a Wikidata |
|        | suro de la Custòdia    | Tossa de Mar | arbre singular | Taxon: alzina surera (Quercus suber)                                             | 41° 44′ 25″ N, 2° 56′ 12″ E / 41.74035375612392°N,2.936546802520752°E        |                  |                     | Modifica les dades a Wikidata |

## cabana
| imatge | Nom                    | Ubicat a     | instància de | Detalls | coordenades                                                            | Protecció | Commons (més fotos) | Dades a WD                    |
| ------ | ---------------------- | ------------ | ------------ | ------- | ---------------------------------------------------------------------- | --------- | ------------------- | ----------------------------- |
|        | barraca d'en Carles    | Tossa de Mar | cabana       |         | 41° 42′ 38″ N, 2° 54′ 25″ E / 41.7104336937585°N,2.90701032083054°E    |           |                     | Modifica les dades a Wikidata |
|        | barraca dels Caputxins | Tossa de Mar | cabana       |         | 41° 45′ 58″ N, 2° 57′ 26″ E / 41.76614239307158°N,2.9571247100830083°E |           |                     | Modifica les dades a Wikidata |

## cala
| imatge | Nom              | Ubicat a     | instància de     | Detalls | coordenades                                                             | Protecció | Commons (més fotos) | Dades a WD                    |
| ------ | ---------------- | ------------ | ---------------- | ------- | ----------------------------------------------------------------------- | --------- | ------------------- | ----------------------------- |
|        | Cala de n'Aromir | Tossa de Mar | cala cos d'aigua |         | 41° 44′ 45″ N, 2° 57′ 55″ E / 41.745853319670466°N,2.9653161764144897°E |           |                     | Modifica les dades a Wikidata |
|        | Cala des Bordims | Tossa de Mar | cala cos d'aigua |         | 41° 44′ 07″ N, 2° 57′ 15″ E / 41.73525803416035°N,2.954136729240418°E   |           |                     | Modifica les dades a Wikidata |
|        | cala de Giverola | Tossa de Mar | cala             |         | 41° 44′ 11″ N, 2° 57′ 19″ E / 41.73641146335674°N,2.9551405929733088°E  |           | Cala Giverola       | Modifica les dades a Wikidata |

## cap
| imatge | Nom                 | Ubicat a     | instància de  | Detalls | coordenades                                                           | Protecció | Commons (més fotos) | Dades a WD                    |
| ------ | ------------------- | ------------ | ------------- | ------- | --------------------------------------------------------------------- | --------- | ------------------- | ----------------------------- |
|        | Punta de Giverola   | Tossa de Mar | cap           |         | 41° 44′ 09″ N, 2° 57′ 30″ E / 41.73576642363592°N,2.958449721336365°E |           |                     | Modifica les dades a Wikidata |
|        | Punta de Salionç    | Tossa de Mar | cap           |         | 41° 44′ 54″ N, 2° 58′ 05″ E / 41.748262°N,2.968191°E                  |           |                     | Modifica les dades a Wikidata |
|        | Punta de sa Boquera | Tossa de Mar | cap           |         | 41° 42′ 29″ N, 2° 54′ 43″ E / 41.707943°N,2.91205°E                   |           |                     | Modifica les dades a Wikidata |
|        | cap de Tossa        | Tossa de Mar | cap península |         | 41° 43′ 00″ N, 2° 56′ 00″ E / 41.71667°N,2.93333°E                    |           | Cap de Tossa        | Modifica les dades a Wikidata |

## carrer
| imatge | Nom                            | Ubicat a     | instància de | Detalls                     | coordenades                                       | Protecció | Commons (més fotos)                         | Dades a WD                    |
| ------ | ------------------------------ | ------------ | ------------ | --------------------------- | ------------------------------------------------- | --------- | ------------------------------------------- | ----------------------------- |
|        | Carrer Mare de Déu dels Socors | Tossa de Mar | carrer       | Estil: arquitectura popular | 41° 43′ 05″ N, 2° 55′ 56″ E / 41.718°N,2.93216°E  |           | Buildings in carrer Mare de Déu dels Socors | Modifica les dades a Wikidata |
|        | Carrer Portal                  | Tossa de Mar | carrer       |                             | 41° 43′ 03″ N, 2° 55′ 56″ E / 41.7174°N,2.93231°E |           | Buildings in carrer Portal                  | Modifica les dades a Wikidata |
|        | Carrer Roqueta                 | Tossa de Mar | carrer       |                             | 41° 43′ 00″ N, 2° 55′ 54″ E / 41.7168°N,2.93171°E |           | Buildings in carrer Roqueta                 | Modifica les dades a Wikidata |
|        | Carrer Sant Miquel             | Tossa de Mar | carrer       |                             | 41° 43′ 11″ N, 2° 55′ 49″ E / 41.7198°N,2.93024°E |           | Buildings in carrer Sant Miquel             | Modifica les dades a Wikidata |

## casa
| imatge | Nom                                            | Ubicat a     | instància de | Detalls                                                           | coordenades                                                                              | Protecció                                  | Commons (més fotos)         | Dades a WD                    |
| ------ | ---------------------------------------------- | ------------ | ------------ | ----------------------------------------------------------------- | ---------------------------------------------------------------------------------------- | ------------------------------------------ | --------------------------- | ----------------------------- |
|        | Antic Can Batista Font                         | Tossa de Mar | casa         | Estat: enderrocat o destruït                                      | 41° 43′ 05″ N, 2° 55′ 54″ E / 41.718055555556°N,2.9316666666667°E                        | bé integrant del patrimoni cultural català | Antic Can Batista Font      | Modifica les dades a Wikidata |
|        | Ca l'Acerbi                                    | Tossa de Mar | casa         | Arquitecte: Karl Otto Boelitz Herf 20th century                   | 41° 43′ 10″ N, 2° 55′ 45″ E / 41.719565°N,2.92913°E ca:Av. del Pelegrí, 3 9 msnm         | bé cultural d'interès local                | Ca l'Acerbi                 | Modifica les dades a Wikidata |
|        | Ca l'Isabel Coris Vilas                        | Tossa de Mar | casa         | Estil: arquitectura popular                                       | 41° 43′ 10″ N, 2° 55′ 54″ E / 41.7194°N,2.93167°E                                        | bé integrant del patrimoni cultural català | Ca l'Isabel Coris Vilas     | Modifica les dades a Wikidata |
|        | Ca les Germanes Ferrer                         | Tossa de Mar | casa         | Estil: historicisme arquitectònic arquitectura eclèctica          | 41° 43′ 07″ N, 2° 55′ 56″ E / 41.7187°N,2.93211°E ca:Plaça d'Espanya                     | bé cultural d'interès local                | Ca les Germanes Ferrer      | Modifica les dades a Wikidata |
|        | Ca n'Axandri                                   | Tossa de Mar | casa         | Estil: arquitectura popular                                       | 41° 43′ 08″ N, 2° 55′ 48″ E / 41.719°N,2.92994°E                                         | bé integrant del patrimoni cultural català | Ca n'Axandri                | Modifica les dades a Wikidata |
|        | Ca na Marieta Xerach                           | Tossa de Mar | casa         | Estil: arquitectura popular                                       | 41° 43′ 01″ N, 2° 55′ 58″ E / 41.7169°N,2.93278°E                                        | bé cultural d'interès local                | Ca na Marieta Xerach        | Modifica les dades a Wikidata |
|        | Cafè Berlín                                    | Tossa de Mar | casa         | Estil: arquitectura popular                                       | 41° 43′ 07″ N, 2° 55′ 50″ E / 41.718689°N,2.930448°E                                     | bé cultural d'interès local                | Café Berlín                 | Modifica les dades a Wikidata |
|        | Can Camilo Torrellas                           | Tossa de Mar | casa         | Estil: arquitectura eclèctica                                     | 41° 43′ 08″ N, 2° 55′ 52″ E / 41.7188°N,2.93103°E                                        | bé cultural d'interès local                | Can Camilo Torrellas        | Modifica les dades a Wikidata |
|        | Can Canals                                     | Tossa de Mar | casa         | Estil: arquitectura popular                                       | 41° 43′ 00″ N, 2° 55′ 58″ E / 41.7167°N,2.93285°E ca:Carrer Francesc de Paula Aromir, 12 | bé cultural d'interès local                | Can Canals (Tossa)          | Modifica les dades a Wikidata |
|        | Can Dionís                                     | Tossa de Mar | casa         | Estil: arquitectura popular                                       | 41° 43′ 00″ N, 2° 55′ 57″ E / 41.7166°N,2.93239°E                                        | bé cultural d'interès local                | Can Dionís                  | Modifica les dades a Wikidata |
|        | Can Ferrer                                     | Tossa de Mar | casa         | Estil: arquitectura popular                                       | 41° 43′ 06″ N, 2° 55′ 55″ E / 41.7182°N,2.93207°E ca:Carrer Verge dels Socors, 12        | bé cultural d'interès local                | Can Ferrer                  | Modifica les dades a Wikidata |
|        | Can Ganga                                      | Tossa de Mar | casa         | Estil: arquitectura popular                                       | 41° 43′ 01″ N, 2° 55′ 54″ E / 41.717°N,2.93171°E                                         | bé cultural d'interès local                | Can Ganga                   | Modifica les dades a Wikidata |
|        | Can Gich                                       | Tossa de Mar | casa         | Estil: arquitectura popular                                       | 41° 43′ 07″ N, 2° 55′ 43″ E / 41.7187°N,2.92869°E                                        | bé cultural d'interès local                | Can Gich                    | Modifica les dades a Wikidata |
|        | Can Llach                                      | Tossa de Mar | casa         | Estil: arquitectura popular                                       | 41° 43′ 08″ N, 2° 55′ 53″ E / 41.7188°N,2.93152°E                                        | bé integrant del patrimoni cultural català | Can Llach                   | Modifica les dades a Wikidata |
|        | Can Martí                                      | Tossa de Mar | casa         | Estil: arquitectura popular                                       | 41° 43′ 02″ N, 2° 55′ 52″ E / 41.7173°N,2.93109°E                                        | bé integrant del patrimoni cultural català | Can Martí (Tossa)           | Modifica les dades a Wikidata |
|        | Can Mont                                       | Tossa de Mar | casa         | Estil: arquitectura popular                                       | 41° 43′ 10″ N, 2° 55′ 53″ E / 41.7194°N,2.9315°E                                         | bé cultural d'interès local                | Can Mont                    | Modifica les dades a Wikidata |
|        | Can Niceto                                     | Tossa de Mar | casa         | Estil: arquitectura popular                                       | 41° 43′ 02″ N, 2° 55′ 56″ E / 41.7173°N,2.93224°E                                        | bé integrant del patrimoni cultural català | Can Niceto                  | Modifica les dades a Wikidata |
|        | Can Pere Ruaix                                 | Tossa de Mar | casa         | Estil: arquitectura popular                                       | 41° 43′ 00″ N, 2° 55′ 59″ E / 41.7167°N,2.93305°E                                        | bé cultural d'interès local                | Can Pere Ruaix              | Modifica les dades a Wikidata |
|        | Can Ramonet                                    | Tossa de Mar | casa         | Estil: arquitectura popular                                       | 41° 43′ 08″ N, 2° 55′ 52″ E / 41.7188°N,2.9312°E                                         | bé cultural d'interès local                | Can Ramonet                 | Modifica les dades a Wikidata |
|        | Can Sans                                       | Tossa de Mar | casa         | Arquitecte: Antoni de Falguera i Sivilla Estil: modernisme català | 41° 43′ 08″ N, 2° 55′ 57″ E / 41.7188°N,2.9324°E                                         | bé cultural d'interès local                | Can Sans                    | Modifica les dades a Wikidata |
|        | Can Saura                                      | Tossa de Mar | casa         | Estil: arquitectura popular                                       | 41° 43′ 04″ N, 2° 55′ 55″ E / 41.7178°N,2.93195°E ca:Carrer de Sant Pere, 1              | bé cultural d'interès local                | Can Saura                   | Modifica les dades a Wikidata |
|        | Casa Daniel                                    | Tossa de Mar | casa         | Estil: arquitectura popular                                       | 41° 43′ 02″ N, 2° 55′ 55″ E / 41.7173°N,2.93187°E                                        | bé cultural d'interès local                | Casa Daniel                 | Modifica les dades a Wikidata |
|        | Casa Vicens Macià                              | Tossa de Mar | casa         | Estil: arquitectura popular                                       | 41° 43′ 03″ N, 2° 55′ 52″ E / 41.7176°N,2.93121°E                                        | bé cultural d'interès local                | Casa Vicens Macià           | Modifica les dades a Wikidata |
|        | Estudi Padró                                   | Tossa de Mar | casa         | Estil: arquitectura popular                                       | 41° 43′ 00″ N, 2° 55′ 59″ E / 41.7168°N,2.93305°E                                        | bé integrant del patrimoni cultural català | Escaletes, 1                | Modifica les dades a Wikidata |
|        | casa al carrer Sant Elm, 22                    | Tossa de Mar | casa         | Estat: enderrocat o destruït                                      | 41° 43′ 06″ N, 2° 55′ 53″ E / 41.71831°N,2.93147°E                                       | bé integrant del patrimoni cultural català | Casa al carrer Sant Elm, 22 | Modifica les dades a Wikidata |
|        | habitatge al Carrer Sant Antoni, 10            | Tossa de Mar | casa         | Estil: arquitectura modernista                                    | 41° 43′ 07″ N, 2° 55′ 50″ E / 41.718749°N,2.930459°E ca:Carrer Sant Antoni, 10           | bé cultural d'interès local                | Sant Antoni, 10             | Modifica les dades a Wikidata |
|        | habitatge al carrer Codolar, 8                 | Tossa de Mar | casa         | Estil: arquitectura popular                                       | 41° 43′ 01″ N, 2° 55′ 55″ E / 41.7169°N,2.93184°E                                        | bé integrant del patrimoni cultural català | Codolar, 8                  | Modifica les dades a Wikidata |
|        | habitatge al carrer Estolt, 16                 | Tossa de Mar | casa         | Estil: arquitectura popular                                       | 41° 43′ 02″ N, 2° 55′ 54″ E / 41.7171°N,2.93155°E                                        | bé integrant del patrimoni cultural català | Estolt, 16                  | Modifica les dades a Wikidata |
|        | habitatge al carrer Mare de Déu dels Socors, 6 | Tossa de Mar | casa         | Estil: arquitectura popular                                       | 41° 43′ 04″ N, 2° 55′ 56″ E / 41.7179°N,2.93217°E                                        | bé cultural d'interès local                | Socors, 6                   | Modifica les dades a Wikidata |
|        | habitatge al carrer Mare de Déu dels Socors, 8 | Tossa de Mar | casa         | Estil: arquitectura popular                                       | 41° 43′ 05″ N, 2° 55′ 56″ E / 41.718042°N,2.932157°E                                     | bé integrant del patrimoni cultural català | Socors, 8                   | Modifica les dades a Wikidata |
|        | habitatge al carrer Nou, 5                     | Tossa de Mar | casa         | Estil: arquitectura popular                                       | 41° 43′ 09″ N, 2° 55′ 50″ E / 41.7192°N,2.93043°E                                        | bé integrant del patrimoni cultural català | Nou, 5                      | Modifica les dades a Wikidata |
|        | habitatge al carrer Pescadors, 4               | Tossa de Mar | casa         | Estil: arquitectura popular                                       | 41° 43′ 01″ N, 2° 55′ 54″ E / 41.717°N,2.93168°E                                         | bé integrant del patrimoni cultural català | Pescadors, 4                | Modifica les dades a Wikidata |
|        | habitatge al carrer Pintora Lola Bech, 1       | Tossa de Mar | casa         | Estil: arquitectura popular                                       | 41° 43′ 08″ N, 2° 55′ 52″ E / 41.719°N,2.93116°E                                         | bé integrant del patrimoni cultural català | Pintora Lola Bech, 1        | Modifica les dades a Wikidata |
|        | habitatge al carrer Portal, 7                  | Tossa de Mar | casa         | Estil: arquitectura popular                                       | 41° 43′ 03″ N, 2° 55′ 56″ E / 41.71741°N,2.93234°E                                       | bé integrant del patrimoni cultural català | Portal, 7                   | Modifica les dades a Wikidata |
|        | habitatge al carrer Portal, 9                  | Tossa de Mar | casa         | Estil: arquitectura popular                                       | 41° 43′ 03″ N, 2° 55′ 56″ E / 41.71739°N,2.93231°E                                       | bé cultural d'interès local                | Portal, 9                   | Modifica les dades a Wikidata |
|        | habitatge al carrer Roqueta, 14                | Tossa de Mar | casa         | Estil: arquitectura popular                                       | 41° 43′ 00″ N, 2° 55′ 54″ E / 41.71676°N,2.93171°E                                       | bé cultural d'interès local                | Roqueta, 14                 | Modifica les dades a Wikidata |
|        | habitatge al carrer Roqueta, 16                | Tossa de Mar | casa         | Estil: arquitectura popular                                       | 41° 43′ 00″ N, 2° 55′ 55″ E / 41.71668°N,2.93182°E                                       | bé cultural d'interès local                | Roqueta, 16                 | Modifica les dades a Wikidata |
|        | habitatge al carrer Sant Miquel, 28            | Tossa de Mar | casa         | Estil: arquitectura popular                                       | 41° 43′ 11″ N, 2° 55′ 50″ E / 41.71964°N,2.93062°E                                       | bé cultural d'interès local                | Sant Miquel, 28             | Modifica les dades a Wikidata |
|        | habitatge al carrer Sant Miquel, 32            | Tossa de Mar | casa         | Estil: arquitectura eclèctica                                     | 41° 43′ 11″ N, 2° 55′ 49″ E / 41.71977°N,2.93024°E                                       | bé cultural d'interès local                | Sant Miquel, 32             | Modifica les dades a Wikidata |
|        | habitatge al carrer Tarull, 10                 | Tossa de Mar | casa         | Estil: arquitectura popular                                       | 41° 43′ 05″ N, 2° 55′ 50″ E / 41.7181°N,2.93059°E                                        | bé integrant del patrimoni cultural català | Tarull, 10                  | Modifica les dades a Wikidata |
|        | habitatge al carrer de la Guàrdia, 10          | Tossa de Mar | casa         | Estil: arquitectura popular                                       | 41° 43′ 08″ N, 2° 55′ 53″ E / 41.7188°N,2.9314°E                                         | bé cultural d'interès local                | La Guàrdia, 10              | Modifica les dades a Wikidata |
|        | habitatge al carrer del Comte Miró, 1          | Tossa de Mar | casa         |                                                                   | 41° 43′ 00″ N, 2° 55′ 59″ E / 41.7168°N,2.93311°E                                        | bé cultural d'interès local                | Comte Miró, 1               | Modifica les dades a Wikidata |
|        | habitatge al carrer del Socors, 16             | Tossa de Mar | casa         | Estil: arquitectura popular                                       | 41° 43′ 06″ N, 2° 55′ 55″ E / 41.71844°N,2.93207°E                                       | bé cultural d'interès local                | Socors, 16                  | Modifica les dades a Wikidata |

## cova
| imatge | Nom                       | Ubicat a     | instància de | Detalls | coordenades                                                         | Protecció | Commons (més fotos)       | Dades a WD                    |
| ------ | ------------------------- | ------------ | ------------ | ------- | ------------------------------------------------------------------- | --------- | ------------------------- | ----------------------------- |
|        | Cova Esclafada            | Tossa de Mar | cova         |         | 41° 43′ 33″ N, 2° 56′ 35″ E / 41.7257962947011°N,2.94300981436758°E |           |                           | Modifica les dades a Wikidata |
|        | cova de Cala Bona         | Tossa de Mar | cova         |         | 41° 43′ 53″ N, 2° 56′ 57″ E / 41.7313385280129°N,2.94912527397551°E |           |                           | Modifica les dades a Wikidata |
|        | cova de Coca d'en Cateura | Tossa de Mar | cova         |         | 41° 43′ 56″ N, 2° 57′ 15″ E / 41.7321512619722°N,2.95410274697124°E |           | Cova de Coca d'en Cateura | Modifica les dades a Wikidata |
|        | cova de Mossèn Jaume      | Tossa de Mar | cova         |         | 41° 42′ 37″ N, 2° 54′ 50″ E / 41.7103850540016°N,2.91394614577948°E |           |                           | Modifica les dades a Wikidata |
|        | cova de Pola              | Tossa de Mar | cova         |         | 41° 43′ 58″ N, 2° 57′ 07″ E / 41.7327448296435°N,2.95190183336489°E |           |                           | Modifica les dades a Wikidata |
|        | cova de sa Gatera         | Tossa de Mar | cova         |         | 41° 43′ 53″ N, 2° 57′ 00″ E / 41.7313569640459°N,2.9500872020253°E  |           | Cova de sa Gatera         | Modifica les dades a Wikidata |
|        | cova dels Lladres         | Tossa de Mar | cova         |         | 41° 45′ 23″ N, 2° 56′ 41″ E / 41.7562951408141°N,2.94483529773895°E |           |                           | Modifica les dades a Wikidata |
|        | cova des Bergantí         | Tossa de Mar | cova         |         | 41° 43′ 40″ N, 2° 56′ 48″ E / 41.7279147609024°N,2.94675931800272°E |           | Cova des Bergantí         | Modifica les dades a Wikidata |
|        | cova des Llevador         | Tossa de Mar | cova         |         | 41° 42′ 33″ N, 2° 54′ 41″ E / 41.7091671015484°N,2.91132737831383°E |           |                           | Modifica les dades a Wikidata |
|        | cova des Tabac            | Tossa de Mar | cova         |         | 41° 44′ 29″ N, 2° 57′ 31″ E / 41.7413762717032°N,2.9587382730881°E  |           |                           | Modifica les dades a Wikidata |

## creu de terme
| imatge | Nom                                  | Ubicat a     | instància de  | Detalls                    | coordenades                                       | Protecció                                  | Commons (més fotos)                  | Dades a WD                    |
| ------ | ------------------------------------ | ------------ | ------------- | -------------------------- | ------------------------------------------------- | ------------------------------------------ | ------------------------------------ | ----------------------------- |
|        | creu de terme                        | Tossa de Mar | creu de terme | Estil: arquitectura gòtica | 41° 43′ 01″ N, 2° 55′ 57″ E / 41.7169°N,2.93255°E | bé cultural d'interès local                | Creu de terme (Tossa)                | Modifica les dades a Wikidata |
|        | creu de terme de Sant Grau d'Ardenya | Tossa de Mar | creu de terme | Estil: arquitectura gòtica | 41° 45′ 34″ N, 2° 56′ 53″ E / 41.7594°N,2.94797°E | bé integrant del patrimoni cultural català | Creu de terme de Sant Grau d'Ardenya | Modifica les dades a Wikidata |

## curs d'aigua
| imatge | Nom               | Ubicat a     | instància de | Detalls                                 | coordenades | Protecció | Commons (més fotos) | Dades a WD                    |
| ------ | ----------------- | ------------ | ------------ | --------------------------------------- | --- | --------- | ------------------- | ----------------------------- |
|        | riera de Tossa    | Tossa de Mar | curs d'aigua | Desemboca: mar Mediterrània Llarg: 12km | 41° 45′ 23″ N, 2° 52′ 55″ E / 41.7565228902778°N,2.88185119638889°E 41° 43′ 03″ N, 2° 56′ 02″ E / 41.7175659763889°N,2.93392896638889°E |           | Riera de Tossa      | Modifica les dades a Wikidata |
|        | torrent des Moros | Tossa de Mar | curs d'aigua |                                         | 41° 43′ 10″ N, 2° 55′ 11″ E / 41.719545°N,2.919585°E 41° 43′ 21″ N, 2° 55′ 50″ E / 41.722596°N,2.930444°E                               |           |                     | Modifica les dades a Wikidata |

## edifici
| imatge | Nom                             | Ubicat a     | instància de           | Detalls                          | coordenades                                                                                              | Protecció                                            | Commons (més fotos)             | Dades a WD                    |
| ------ | ------------------------------- | ------------ | ---------------------- | -------------------------------- | --- | ---------------------------------------------------- | ------------------------------- | ----------------------------- |
|        | Apartaments El Búnquer          | Tossa de Mar | edifici                |                                  | 41° 43′ 16″ N, 2° 56′ 07″ E / 41.7211°N,2.93523°E                                                        | bé cultural d'interès local                          | Apartaments El Búnquer          | Modifica les dades a Wikidata |
|        | Casal Parroquial                | Tossa de Mar | edifici                | Estil: arquitectura popular      | 41° 43′ 04″ N, 2° 55′ 49″ E / 41.7179°N,2.93035°E                                                        | bé integrant del patrimoni cultural català           | Casal Parroquial (Tossa)        | Modifica les dades a Wikidata |
|        | Hospital de Sant Miquel         | Tossa de Mar | edifici antic hospital | Estil: barroc                    | 41° 43′ 12″ N, 2° 55′ 46″ E / 41.7201°N,2.9294°E                                                         | bé d'interès cultural bé cultural d'interès nacional | Hospital de Sant Miquel         | Modifica les dades a Wikidata |
|        | Museu Municipal de Tossa de Mar | Tossa de Mar | edifici                | Estil: arquitectura popular 1935 | 41° 42′ 59″ N, 2° 55′ 58″ E / 41.7163°N,2.93274°E ca:Plaça Pintor Roig Soler, 17320 Tossa de Mar, Girona | bé d'interès cultural bé cultural d'interès nacional | Museu Municipal de Tossa de Mar | Modifica les dades a Wikidata |

## entitat singular de població
| imatge | Nom                    | Ubicat a     | instància de                                                                   | Detalls  | coordenades                                                                 | Protecció | Commons (més fotos) | Dades a WD                    |
| ------ | ---------------------- | ------------ | ------------------------------------------------------------------------------ | -------- | --------------------------------------------------------------------------- | --------- | ------------------- | ----------------------------- |
|        | Canyelles              | Tossa de Mar | entitat singular de població                                                   | 61 hab   | 41° 42′ 39″ N, 2° 53′ 37″ E / 41.710838°N,2.893686°E 110 msnm               |           |                     | Modifica les dades a Wikidata |
|        | Martossa               | Tossa de Mar | entitat singular de població                                                   | 18 hab   | 41° 42′ 24″ N, 2° 52′ 29″ E / 41.7065479132253°N,2.87465900422834°E 75 msnm |           |                     | Modifica les dades a Wikidata |
|        | Salionç                | Tossa de Mar | entitat singular de població                                                   | 88 hab   | 41° 44′ 52″ N, 2° 57′ 48″ E / 41.7476647898139°N,2.96341287623862°E 48 msnm |           |                     | Modifica les dades a Wikidata |
|        | Sant Eloi              | Tossa de Mar | entitat singular de població                                                   | 19 hab   | 41° 43′ 41″ N, 2° 54′ 21″ E / 41.72814952°N,2.90575257°E 20 msnm            |           |                     | Modifica les dades a Wikidata |
|        | Sant Grau              | Tossa de Mar | entitat singular de població                                                   | 7 hab    | 41° 45′ 38″ N, 2° 56′ 54″ E / 41.760608758369°N,2.9483535037397°E 384 msnm  |           |                     | Modifica les dades a Wikidata |
|        | Santa Maria de Llorell | Tossa de Mar | entitat singular de població                                                   | 325 hab  | 41° 42′ 56″ N, 2° 54′ 18″ E / 41.715546226279°N,2.9051132073971°E 113 msnm  |           |                     | Modifica les dades a Wikidata |
|        | Tossa de Mar           | Tossa de Mar | entitat singular de població ens local històric de Catalunya capital municipal | 5672 hab | 41° 43′ 00″ N, 2° 56′ 00″ E / 41.71667°N,2.93333°E 3 msnm                   |           |                     | Modifica les dades a Wikidata |
|        | la Cala Llevador       | Tossa de Mar | entitat singular de població                                                   | 19 hab   | 41° 42′ 36″ N, 2° 54′ 34″ E / 41.71009002°N,2.909324247°E 46 msnm           |           |                     | Modifica les dades a Wikidata |
|        | la Fermina             | Tossa de Mar | entitat singular de població                                                   | 7 hab    | 41° 44′ 15″ N, 2° 52′ 30″ E / 41.73752238°N,2.875107007°E 240 msnm          |           |                     | Modifica les dades a Wikidata |
|        | la Pola i Giverola     | Tossa de Mar | entitat singular de població                                                   | 25 hab   | 41° 44′ 08″ N, 2° 57′ 03″ E / 41.73551817°N,2.95074006°E 42 msnm            |           |                     | Modifica les dades a Wikidata |

## església
| imatge | Nom                                    | Ubicat a     | instància de     | Detalls                                                   | coordenades                                                            | Protecció                                  | Commons (més fotos)                                   | Dades a WD                    |
| ------ | -------------------------------------- | ------------ | ---------------- | --------------------------------------------------------- | ---------------------------------------------------------------------- | ------------------------------------------ | ----------------------------------------------------- | ----------------------------- |
|        | Ermita de Sant Pere de Vilademont      | Tossa de Mar | església         | Estil: arquitectura romànica Estat: enderrocat o destruït | 41° 44′ 56″ N, 2° 54′ 41″ E / 41.748954°N,2.911303°E                   | bé integrant del patrimoni cultural català | Sant Pere de Vilademont                               | Modifica les dades a Wikidata |
|        | Església Vella de Sant Vicenç          | Tossa de Mar | església         | Estil: arquitectura gòtica                                | 41° 43′ 00″ N, 2° 56′ 03″ E / 41.7166°N,2.93416°E ca:Vila Vella        | bé cultural d'interès local                | Església vella de Sant Vicenç (Tossa de Mar)          | Modifica les dades a Wikidata |
|        | Sant Grau d'Ardenya                    | Tossa de Mar | església         | Estil: neogòtic                                           | 41° 45′ 34″ N, 2° 56′ 56″ E / 41.7595°N,2.94884°E                      | bé cultural d'interès local                | Ermita de Sant Grau                                   | Modifica les dades a Wikidata |
|        | Sant Jaume de Can Coure                | Tossa de Mar | església capella |                                                           | 41° 43′ 58″ N, 2° 54′ 44″ E / 41.73284413000517°N,2.9121708869934086°E |                                            |                                                       | Modifica les dades a Wikidata |
|        | Sant Jaume de Can Ferrer               | Tossa de Mar | església         | Estil: arquitectura eclèctica                             | 41° 43′ 35″ N, 2° 56′ 40″ E / 41.7265°N,2.94431°E                      | bé integrant del patrimoni cultural català | Sant Jaume de Can Ferrer                              | Modifica les dades a Wikidata |
|        | Sant Vicenç de Tossa                   | Tossa de Mar | església         | Estil: barroc                                             | 41° 43′ 04″ N, 2° 55′ 51″ E / 41.7179°N,2.93094°E                      | bé cultural d'interès local                | Església de Sant Vicenç de Tossa                      | Modifica les dades a Wikidata |
|        | capella de Sant Benet                  | Tossa de Mar | església capella | Estil: arquitectura popular                               | 41° 44′ 03″ N, 2° 53′ 52″ E / 41.7343°N,2.89769°E                      | bé cultural d'interès local                | Capella de Sant Benet (Tossa)                         | Modifica les dades a Wikidata |
|        | capella de la Mare de Déu de la Gràcia | Tossa de Mar | església         | Estil: arquitectura popular Estat: enderrocat o destruït  | 41° 44′ 36″ N, 2° 56′ 01″ E / 41.743365°N,2.933681°E                   | bé integrant del patrimoni cultural català | Capella de la Mare de Déu de la Gràcia (Tossa de Mar) | Modifica les dades a Wikidata |
|        | capella dels Socors                    | Tossa de Mar | església capella | Estil: arquitectura barroca                               | 41° 43′ 07″ N, 2° 55′ 55″ E / 41.7186°N,2.93191°E                      | bé cultural d'interès local                | Capella dels Socors                                   | Modifica les dades a Wikidata |

## font
| imatge | Nom                 | Ubicat a     | instància de     | Detalls | coordenades                                                             | Protecció | Commons (més fotos) | Dades a WD                    |
| ------ | ------------------- | ------------ | ---------------- | ------- | ----------------------------------------------------------------------- | --------- | ------------------- | ----------------------------- |
|        | Font Dalmau         | Tossa de Mar | font             |         | 41° 45′ 58″ N, 2° 55′ 05″ E / 41.76612638844124°N,2.917921543121338°E   |           |                     | Modifica les dades a Wikidata |
|        | Font d'Aiguafina    | Tossa de Mar | font             |         | 41° 45′ 11″ N, 2° 53′ 35″ E / 41.75318533833453°N,2.893003821372986°E   |           |                     | Modifica les dades a Wikidata |
|        | Font de Can Sanç    | Tossa de Mar | font cos d'aigua |         | 41° 44′ 16″ N, 2° 55′ 29″ E / 41.73776391496903°N,2.9247719049453735°E  |           |                     | Modifica les dades a Wikidata |
|        | Font de Mas Bandric | Tossa de Mar | font             |         | 41° 43′ 44″ N, 2° 54′ 02″ E / 41.72884877919676°N,2.9005622863769536°E  |           |                     | Modifica les dades a Wikidata |
|        | Font de la Merla    | Tossa de Mar | font cos d'aigua |         | 41° 45′ 03″ N, 2° 57′ 39″ E / 41.75094419878822°N,2.960772514343262°E   |           |                     | Modifica les dades a Wikidata |
|        | Font dels Ruixons   | Tossa de Mar | font cos d'aigua |         | 41° 45′ 09″ N, 2° 56′ 09″ E / 41.752472984604594°N,2.9357314109802246°E |           |                     | Modifica les dades a Wikidata |
|        | font Seca           | Tossa de Mar | font             |         | 41° 43′ 06″ N, 2° 53′ 26″ E / 41.718235512539°N,2.8906831888118°E       |           |                     | Modifica les dades a Wikidata |
|        | font de Bigues      | Tossa de Mar | font             |         | 41° 45′ 28″ N, 2° 56′ 32″ E / 41.757903810625°N,2.9423411120995°E       |           |                     | Modifica les dades a Wikidata |

## indret
| imatge | Nom                   | Ubicat a     | instància de | Detalls | coordenades                                                          | Protecció | Commons (més fotos)        | Dades a WD                    |
| ------ | --------------------- | ------------ | ------------ | ------- | -------------------------------------------------------------------- | --------- | -------------------------- | ----------------------------- |
|        | Pedrera d'en Taverner | Tossa de Mar | indret       |         | 41° 45′ 47″ N, 2° 53′ 16″ E / 41.76298140110683°N,2.88791298866272°E |           |                            | Modifica les dades a Wikidata |
|        | Ses Illetes           | Tossa de Mar | indret       |         | 41° 43′ 22″ N, 2° 56′ 24″ E / 41.722746°N,2.939893°E                 |           | Ses Illetes (Tossa de Mar) | Modifica les dades a Wikidata |

## masia
| imatge | Nom                  | Ubicat a     | instància de     | Detalls                       | coordenades | Protecció                                            | Commons (més fotos)        | Dades a WD                    |
| ------ | -------------------- | ------------ | ---------------- | ----------------------------- | --- | ---------------------------------------------------- | -------------------------- | ----------------------------- |
|        | Ca l'Aromir          | Tossa de Mar | masia            |                               | 41° 43′ 35″ N, 2° 55′ 28″ E / 41.72627°N,2.92448°E                                                              |                                                      |                            | Modifica les dades a Wikidata |
|        | Ca n'Iern            | Tossa de Mar | masia            |                               | 41° 43′ 45″ N, 2° 54′ 11″ E / 41.7291380824476°N,2.90293130914907°E                                             |                                                      |                            | Modifica les dades a Wikidata |
|        | Cal Rull             | Tossa de Mar | masia            | Estil: arquitectura popular   | 41° 44′ 07″ N, 2° 54′ 09″ E / 41.7353°N,2.90242°E                                                               | bé cultural d'interès local                          | Cal Rull (Tossa)           | Modifica les dades a Wikidata |
|        | Can Coure            | Tossa de Mar | masia            | Estil: arquitectura popular   | 41° 43′ 58″ N, 2° 54′ 43″ E / 41.7328°N,2.91183°E ca:Camí que surt de la carretera de Llagostera a Tossa de Mar | bé cultural d'interès local                          | Can Coure (Tossa)          | Modifica les dades a Wikidata |
|        | Can Garriga          | Tossa de Mar | masia            | Estil: arquitectura popular   | 41° 44′ 33″ N, 2° 53′ 50″ E / 41.7426°N,2.89726°E                                                               | bé cultural d'interès local                          | Can Garriga (Tossa)        | Modifica les dades a Wikidata |
|        | Can Lets             | Tossa de Mar | masia            |                               | 41° 43′ 58″ N, 2° 54′ 30″ E / 41.73276406529474°N,2.9084587097167973°E                                          |                                                      |                            | Modifica les dades a Wikidata |
|        | Can Magí             | Tossa de Mar | masia            | Estil: arquitectura eclèctica | 41° 43′ 07″ N, 2° 55′ 43″ E / 41.7185°N,2.92866°E                                                               | bé cultural d'interès local                          | Can Magí (Tossa)           | Modifica les dades a Wikidata |
|        | Can Pericàs          | Tossa de Mar | masia            |                               | 41° 43′ 41″ N, 2° 55′ 30″ E / 41.7279296147354°N,2.92496044096484°E                                             |                                                      |                            | Modifica les dades a Wikidata |
|        | Can Prim             | Tossa de Mar | masia            |                               | 41° 43′ 11″ N, 2° 55′ 26″ E / 41.7196964505244°N,2.92393611834794°E                                             |                                                      |                            | Modifica les dades a Wikidata |
|        | Can Samada           | Tossa de Mar | masia            |                               | 41° 43′ 57″ N, 2° 53′ 24″ E / 41.732621089666°N,2.88990351422362°E                                              |                                                      |                            | Modifica les dades a Wikidata |
|        | Can Sans d'Aiguabona | Tossa de Mar | masia            | Estil: arquitectura popular   | 41° 44′ 11″ N, 2° 55′ 27″ E / 41.7363°N,2.92422°E                                                               | bé integrant del patrimoni cultural català           | Can Sans d’Aiguabona       | Modifica les dades a Wikidata |
|        | Can Seca             | Tossa de Mar | masia            | Estil: arquitectura popular   | 41° 43′ 50″ N, 2° 54′ 24″ E / 41.7305°N,2.90669°E                                                               | bé cultural d'interès local                          |                            | Modifica les dades a Wikidata |
|        | Can Truges           | Tossa de Mar | masia            |                               | 41° 43′ 13″ N, 2° 55′ 36″ E / 41.7203828331595°N,2.92677255660265°E                                             |                                                      |                            | Modifica les dades a Wikidata |
|        | Can Viles            | Tossa de Mar | masia            |                               | 41° 43′ 11″ N, 2° 54′ 35″ E / 41.7198392678484°N,2.90970174299965°E                                             |                                                      |                            | Modifica les dades a Wikidata |
|        | Casa de la Gràcia    | Tossa de Mar | masia            |                               | 41° 43′ 26″ N, 2° 54′ 50″ E / 41.7239226752794°N,2.91385594782137°E                                             |                                                      |                            | Modifica les dades a Wikidata |
|        | Mas Carbotí          | Tossa de Mar | masia            |                               | 41° 43′ 15″ N, 2° 53′ 57″ E / 41.720945312187°N,2.89909415302°E                                                 |                                                      |                            | Modifica les dades a Wikidata |
|        | Mas Martí            | Tossa de Mar | masia            | Estil: arquitectura popular   | 41° 43′ 49″ N, 2° 55′ 35″ E / 41.7304°N,2.92626°E                                                               | bé integrant del patrimoni cultural català           | Mas Martí (Tossa de Mar)   | Modifica les dades a Wikidata |
|        | Mas Salionç          | Tossa de Mar | masia casa forta | 16th century                  | 41° 45′ 00″ N, 2° 57′ 30″ E / 41.7499°N,2.95831°E ca:A la capçalera de la Cala Salionç, Tossa de Mar 82 msnm    | bé d'interès cultural bé cultural d'interès nacional | Mas Salionç (Tossa de Mar) | Modifica les dades a Wikidata |
|        | Mas d'en Ferro       | Tossa de Mar | masia            | Estil: arquitectura popular   | 41° 43′ 58″ N, 2° 53′ 47″ E / 41.7328°N,2.89629°E ca:Carretera de Llagostera a Tossa de Mar                     | bé cultural d'interès local                          | Mas d'en Ferro             | Modifica les dades a Wikidata |
|        | Sant Eloi            | Tossa de Mar | masia            |                               | 41° 43′ 46″ N, 2° 54′ 29″ E / 41.729369229751185°N,2.908093929290772°E                                          |                                                      |                            | Modifica les dades a Wikidata |
|        | Vilademont           | Tossa de Mar | masia            |                               | 41° 44′ 49″ N, 2° 54′ 18″ E / 41.747070695948°N,2.9050668029827°E                                               |                                                      |                            | Modifica les dades a Wikidata |
|        | el Federal           | Tossa de Mar | masia            |                               | 41° 45′ 23″ N, 2° 56′ 19″ E / 41.75642684816309°N,2.9387140274047856°E                                          |                                                      |                            | Modifica les dades a Wikidata |
|        | el Xalet Blanc       | Tossa de Mar | masia            |                               | 41° 43′ 00″ N, 2° 54′ 59″ E / 41.7166738348542°N,2.91640217401191°E                                             |                                                      |                            | Modifica les dades a Wikidata |
|        | el Xalet Vermell     | Tossa de Mar | masia            |                               | 41° 43′ 06″ N, 2° 55′ 04″ E / 41.7182781911226°N,2.9179148471485°E                                              |                                                      |                            | Modifica les dades a Wikidata |
|        | el Xalet dels Cards  | Tossa de Mar | masia            |                               | 41° 42′ 55″ N, 2° 55′ 35″ E / 41.7152305159541°N,2.92638170297948°E                                             |                                                      |                            | Modifica les dades a Wikidata |
|        | els Casalots         | Tossa de Mar | masia            |                               | 41° 45′ 48″ N, 2° 54′ 48″ E / 41.763289864112°N,2.9134639872026°E                                               |                                                      |                            | Modifica les dades a Wikidata |
|        | la Fermina           | Tossa de Mar | masia            |                               | 41° 44′ 15″ N, 2° 52′ 30″ E / 41.7375958932798°N,2.87511574787201°E                                             |                                                      |                            | Modifica les dades a Wikidata |
|        | s'Arrupit            | Tossa de Mar | masia            |                               | 41° 43′ 40″ N, 2° 53′ 42″ E / 41.7278161480894°N,2.89508187482137°E 37 msnm                                     |                                                      |                            | Modifica les dades a Wikidata |

## megàlit
| imatge | Nom                     | Ubicat a                | instància de       | Detalls | coordenades                                                                  | Protecció                                  | Commons (més fotos)     | Dades a WD                    |
| ------ | ----------------------- | ----------------------- | ------------------ | ------- | ---------------------------------------------------------------------------- | ------------------------------------------ | ----------------------- | ----------------------------- |
|        | Paradolmen d'en Garcia  | Tossa de Mar            | megàlit paradolmen |         | 41° 45′ 07″ N, 2° 55′ 42″ E / 41.7519°N,2.92833°E Massís de l'Ardenya        | bé integrant del patrimoni cultural català | Paradolmen d'en Garcia  | Modifica les dades a Wikidata |
|        | Paradolmen de Ses Rates | Tossa de Mar            | megàlit paradolmen |         | 41° 45′ 02″ N, 2° 55′ 11″ E / 41.750545°N,2.919672°E                         | bé integrant del patrimoni cultural català | Paradolmen de Ses Rates | Modifica les dades a Wikidata |
|        | Pedra Sobre Altra       | Tossa de Mar Llagostera | megàlit paradolmen |         | 41° 45′ 38″ N, 2° 56′ 25″ E / 41.76055556°N,2.94027778°E Massís de l'Ardenya | bé cultural d'interès local                | Pedra-sobre-altra       | Modifica les dades a Wikidata |

## molí d'aigua
| imatge | Nom                          | Ubicat a     | instància de | Detalls                     | coordenades                                                 | Protecció                                  | Commons (més fotos) | Dades a WD                    |
| ------ | ---------------------------- | ------------ | ------------ | --------------------------- | ----------------------------------------------------------- | ------------------------------------------ | ------------------- | ----------------------------- |
|        | Molí Lluny                   | Tossa de Mar | molí d'aigua | Estil: arquitectura popular | 41° 43′ 52″ N, 2° 54′ 44″ E / 41.731°N,2.91215°E            | bé cultural d'interès local                | Molí Lluny (Tossa)  | Modifica les dades a Wikidata |
|        | Molí d'en Rissec             | Tossa de Mar | molí d'aigua | Estil: arquitectura popular | 41° 45′ 56″ N, 2° 54′ 41″ E / 41.76562°N,2.91143°E 214 msnm | bé integrant del patrimoni cultural català |                     | Modifica les dades a Wikidata |
|        | Molí fariner del Mas Garriga | Tossa de Mar | molí d'aigua | Estil: arquitectura popular | 41° 44′ 31″ N, 2° 53′ 48″ E / 41.74204°N,2.89664°E 55 msnm  | bé integrant del patrimoni cultural català |                     | Modifica les dades a Wikidata |

## monument
| imatge | Nom                                         | Ubicat a     | instància de | Detalls                                                                | coordenades                                                             | Protecció                   | Commons (més fotos)    | Dades a WD                    |
| ------ | ------------------------------------------- | ------------ | ------------ | ---------------------------------------------------------------------- | ----------------------------------------------------------------------- | --------------------------- | ---------------------- | ----------------------------- |
|        | Minerva                                     | Tossa de Mar | monument     | Creador: Frederic Marès i Deulovol                                     | 41° 43′ 14″ N, 2° 56′ 07″ E / 41.7206°N,2.93529°E                       | bé cultural d'interès local | Minerva (Tossa de Mar) | Modifica les dades a Wikidata |
|        | Monument als donants de sang a Tossa de Mar | Tossa de Mar | monument     | Creador: Rosa Serra i Puigvert 2006-02-11 Anomenat per: donant de sang | 41° 43′ 30″ N, 2° 55′ 42″ E / 41.724866666666664°N,2.9282166666666667°E |                             |                        | Modifica les dades a Wikidata |

## muntanya
| imatge | Nom                              | Ubicat a                   | instància de | Detalls                                  | coordenades                                                                     | Protecció | Commons (més fotos)    | Dades a WD                    |
| ------ | -------------------------------- | -------------------------- | ------------ | ---------------------------------------- | ------------------------------------------------------------------------------- | --------- | ---------------------- | ----------------------------- |
|        | Aiguafina                        | Tossa de Mar               | muntanya     |                                          | 41° 45′ 15″ N, 2° 53′ 46″ E / 41.754101781786275°N,2.8962439298629765°E         |           |                        | Modifica les dades a Wikidata |
|        | Marmoló                          | Tossa de Mar               | muntanya     |                                          | 41° 45′ 47″ N, 2° 53′ 37″ E / 41.763°N,2.89348°E 295 msnm                       |           |                        | Modifica les dades a Wikidata |
|        | Montllor                         | Tossa de Mar               | muntanya     |                                          | 41° 45′ 09″ N, 2° 55′ 48″ E / 41.75251694°N,2.92993611°E 470 msnm               |           |                        | Modifica les dades a Wikidata |
|        | Montllor Petit                   | Tossa de Mar               | muntanya     |                                          | 41° 45′ 02″ N, 2° 55′ 15″ E / 41.75055667°N,2.92089167°E 403 msnm               |           | Montllor Petit         | Modifica les dades a Wikidata |
|        | Penya de Cols                    | Tossa de Mar               | muntanya     |                                          | 41° 46′ 19″ N, 2° 54′ 26″ E / 41.77200782122349°N,2.9072141647338867°E 384 msnm |           |                        | Modifica les dades a Wikidata |
|        | Puget del Sastre                 | Tossa de Mar               | muntanya cim |                                          | 41° 44′ 21″ N, 2° 54′ 07″ E / 41.73908886993748°N,2.9020214080810547°E          |           |                        | Modifica les dades a Wikidata |
|        | Puig Castellet                   | Tossa de Mar               | muntanya     |                                          | 41° 45′ 22″ N, 2° 54′ 29″ E / 41.75605556°N,2.90815°E 248 msnm                  |           |                        | Modifica les dades a Wikidata |
|        | Puig Garrigar                    | Tossa de Mar               | muntanya     |                                          | 41° 44′ 26″ N, 2° 56′ 51″ E / 41.74066°N,2.94738°E 167 msnm                     |           |                        | Modifica les dades a Wikidata |
|        | Puig Gros                        | Tossa de Mar               | muntanya     |                                          | 41° 43′ 29″ N, 2° 54′ 40″ E / 41.7248°N,2.91098°E 128 msnm                      |           |                        | Modifica les dades a Wikidata |
|        | Puig Nau                         | Tossa de Mar               | muntanya     |                                          | 41° 43′ 59″ N, 2° 56′ 13″ E / 41.73316389°N,2.93704722°E 277 msnm               |           |                        | Modifica les dades a Wikidata |
|        | Puig Pollastre                   | Tossa de Mar               | muntanya     |                                          | 41° 44′ 13″ N, 2° 54′ 12″ E / 41.7369°N,2.90321°E 129 msnm                      |           |                        | Modifica les dades a Wikidata |
|        | Puig Sabot                       | Tossa de Mar               | muntanya     |                                          | 41° 44′ 21″ N, 2° 53′ 15″ E / 41.7393°N,2.88742°E 213 msnm                      |           |                        | Modifica les dades a Wikidata |
|        | Puig d'en Pela                   | Tossa de Mar               | muntanya     |                                          | 41° 44′ 21″ N, 2° 53′ 15″ E / 41.7393°N,2.88742°E 158 msnm                      |           |                        | Modifica les dades a Wikidata |
|        | Puig de Sobre Can Garriga        | Tossa de Mar               | muntanya cim |                                          | 41° 44′ 25″ N, 2° 53′ 59″ E / 41.74032973952963°N,2.89965033531189°E            |           |                        | Modifica les dades a Wikidata |
|        | Puig de Sobre Montllor           | Tossa de Mar               | muntanya cim |                                          | 41° 44′ 22″ N, 2° 54′ 53″ E / 41.73944111922658°N,2.9146170616149902°E 173 msnm |           | Puig de Sobre Montllor | Modifica les dades a Wikidata |
|        | Puig de Taneca                   | Tossa de Mar               | muntanya     |                                          | 41° 43′ 53″ N, 2° 54′ 09″ E / 41.73129167°N,2.90239167°E 112 msnm               |           |                        | Modifica les dades a Wikidata |
|        | Puig de l'Abella                 | Tossa de Mar Lloret de Mar | muntanya     |                                          | 41° 42′ 53″ N, 2° 53′ 29″ E / 41.7147°N,2.89136°E 242 msnm                      |           |                        | Modifica les dades a Wikidata |
|        | Puig de l'Esllavissada           | Tossa de Mar               | muntanya cim |                                          | 41° 45′ 51″ N, 2° 55′ 03″ E / 41.76413378077226°N,2.9176211357116704°E          |           |                        | Modifica les dades a Wikidata |
|        | Puig de la Borrassa              | Tossa de Mar Vidreres      | muntanya     |                                          | 41° 45′ 05″ N, 2° 52′ 39″ E / 41.7514°N,2.87738°E 336.1 msnm                    |           |                        | Modifica les dades a Wikidata |
|        | Puig de la Mare de Déu de Gràcia | Tossa de Mar               | muntanya     | Anomenat per: Mare de Déu de les Gràcies | 41° 44′ 42″ N, 2° 56′ 00″ E / 41.7450932830428°N,2.93335925059907°E             |           |                        | Modifica les dades a Wikidata |
|        | Puig de les Cadiretes            | Llagostera Tossa de Mar    | muntanya     |                                          | 41° 45′ 26″ N, 2° 55′ 42″ E / 41.7573307749°N,2.92821015443°E 519 msnm          |           | Puig de les Cadiretes  | Modifica les dades a Wikidata |
|        | Puig s'Agulla                    | Tossa de Mar               | muntanya     |                                          | 41° 44′ 24″ N, 2° 57′ 20″ E / 41.739972°N,2.955439°E 140 msnm                   |           |                        | Modifica les dades a Wikidata |
|        | Roca del Rei                     | Tossa de Mar               | muntanya cim |                                          | 41° 45′ 15″ N, 2° 57′ 33″ E / 41.75426585980051°N,2.9591631889343266°E          |           |                        | Modifica les dades a Wikidata |
|        | la Modeguera                     | Tossa de Mar               | muntanya     |                                          | 41° 45′ 56″ N, 2° 54′ 35″ E / 41.76557222°N,2.90963333°E 277 msnm               |           |                        | Modifica les dades a Wikidata |

## pedrera
| imatge | Nom                   | Ubicat a     | instància de | Detalls | coordenades                                                         | Protecció | Commons (més fotos) | Dades a WD                    |
| ------ | --------------------- | ------------ | ------------ | ------- | ------------------------------------------------------------------- | --------- | ------------------- | ----------------------------- |
|        | Pedrera d'en Balmanya | Tossa de Mar | pedrera      |         | 41° 45′ 49″ N, 2° 53′ 10″ E / 41.763619793781°N,2.88620535794065°E  |           |                     | Modifica les dades a Wikidata |
|        | Pedrera d'en Taverner | Tossa de Mar | pedrera      |         | 41° 45′ 46″ N, 2° 53′ 15″ E / 41.7628013516783°N,2.88742184904519°E |           |                     | Modifica les dades a Wikidata |

## platja
| imatge | Nom                          | Ubicat a                          | instància de                                         | Detalls                | coordenades                                                            | Protecció | Commons (més fotos)         | Dades a WD                    |
| ------ | ---------------------------- | --------------------------------- | ---------------------------------------------------- | ---------------------- | ---------------------------------------------------------------------- | --------- | --------------------------- | ----------------------------- |
|        | Cala Bona                    | Tossa de Mar                      | platja platja de roques platja d'arena daurada       | Llarg: 20m Ample: 10m  | 41° 43′ 49″ N, 2° 56′ 50″ E / 41.730259°N,2.947235°E                   |           | Cala Bona (Tossa de Mar)    | Modifica les dades a Wikidata |
|        | Cala Figuera                 | Tossa de Mar                      | platja platja nudista                                |                        | 41° 42′ 37″ N, 2° 54′ 26″ E / 41.71018541902699°N,2.9071536137130862°E |           |                             | Modifica les dades a Wikidata |
|        | Cala Fotedera                | Tossa de Mar                      | platja platja nudista platja d'arena daurada codolar | Llarg: 100m Ample: 10m | 41° 44′ 17″ N, 2° 57′ 27″ E / 41.73806°N,2.95752°E                     |           | Cala Fotedera               | Modifica les dades a Wikidata |
|        | Cala Pola                    | Tossa de Mar                      | platja                                               |                        | 41° 43′ 59″ N, 2° 57′ 03″ E / 41.73318°N,2.95091°E                     |           | Cala Pola                   | Modifica les dades a Wikidata |
|        | Racó de Llevant de Giverola  | Tossa de Mar                      | platja                                               |                        | 41° 44′ 13″ N, 2° 57′ 21″ E / 41.73706339902971°N,2.955955266952515°E  |           | Racó de Llevant de Giverola | Modifica les dades a Wikidata |
|        | cala Morisca                 | Lloret de Mar Tossa de Mar        | platja codolar platja nudista                        | Llarg: 40m Ample: 8m   | 41° 42′ 19″ N, 2° 53′ 49″ E / 41.705272°N,2.896844°E                   |           | Cala Morisca                | Modifica les dades a Wikidata |
|        | cala d'en Carlos             | Tossa de Mar                      | platja                                               |                        | 41° 42′ 36″ N, 2° 54′ 29″ E / 41.70996°N,2.90808°E                     |           | Cala d'en Carlos            | Modifica les dades a Wikidata |
|        | cala d'en Jaume              | Tossa de Mar                      | platja                                               |                        | 41° 43′ 38″ N, 2° 56′ 45″ E / 41.727325°N,2.94571667°E                 |           | Cala de Sant Jaume          | Modifica les dades a Wikidata |
|        | cala dels Tamarius           | Tossa de Mar                      | platja                                               |                        | 41° 42′ 47″ N, 2° 55′ 11″ E / 41.71300278°N,2.91958889°E               |           | Cala d'Allà-on-raja-l'aigua | Modifica les dades a Wikidata |
|        | cala des Llevador            | Tossa de Mar                      | platja platja d'arena daurada codolar                | Llarg: 65m Ample: 35m  | 41° 42′ 33″ N, 2° 54′ 39″ E / 41.70924°N,2.91089°E                     |           |                             | Modifica les dades a Wikidata |
|        | es Codolar                   | Tossa de Mar                      | platja platja urbana platja d'arena daurada          | Llarg: 90m Ample: 10m  | 41° 42′ 57″ N, 2° 55′ 57″ E / 41.715899999757°N,2.9323999999803°E      |           | Es Codolar                  | Modifica les dades a Wikidata |
|        | platja d'en Colomer          | Tossa de Mar                      | platja unitat geomorfològica                         |                        | 41° 44′ 35″ N, 2° 57′ 42″ E / 41.74294349283472°N,2.961748838424683°E  |           |                             | Modifica les dades a Wikidata |
|        | platja de Garbí de Llorell   | Tossa de Mar                      | platja                                               |                        | 41° 42′ 36″ N, 2° 54′ 07″ E / 41.71008°N,2.90203°E                     |           |                             | Modifica les dades a Wikidata |
|        | platja de Giverola           | Tossa de Mar                      | platja platja d'arena daurada                        | Llarg: 175m Ample: 25m | 41° 44′ 14″ N, 2° 57′ 14″ E / 41.73725°N,2.95394°E                     |           | Cala Giverola               | Modifica les dades a Wikidata |
|        | platja de Llevant de Llorell | Tossa de Mar                      | platja                                               |                        | 41° 42′ 38″ N, 2° 54′ 16″ E / 41.71063°N,2.90433°E                     |           |                             | Modifica les dades a Wikidata |
|        | platja de Llorell            | Tossa de Mar                      | platja platja d'arena daurada                        | Llarg: 460m Ample: 50m | 41° 42′ 37″ N, 2° 54′ 13″ E / 41.710400000044°N,2.9034999998359°E      |           | Platja de Llorell           | Modifica les dades a Wikidata |
|        | platja de Portopí            | Tossa de Mar                      | platja platja d'arena daurada platja nudista         | Llarg: 355m Ample: 30m | 41° 42′ 28″ N, 2° 53′ 57″ E / 41.70773°N,2.89914°E                     |           |                             | Modifica les dades a Wikidata |
|        | platja de Salionç            | Tossa de Mar                      | platja platja d'arena daurada                        | Llarg: 80m Ample: 50m  | 41° 44′ 52″ N, 2° 57′ 59″ E / 41.747800000063°N,2.9662999996399°E      |           | Cala Salionç                | Modifica les dades a Wikidata |
|        | platja de Vallpresona        | Santa Cristina d'Aro Tossa de Mar | platja codolar platja nudista                        | Llarg: 280m Ample: 20m | 41° 45′ 11″ N, 2° 58′ 16″ E / 41.75317°N,2.97101°E                     |           | Es Codolar                  | Modifica les dades a Wikidata |
|        | platja de la Mar Menuda      | Tossa de Mar                      | platja platja d'arena daurada platja urbana          | Llarg: 180m Ample: 20m | 41° 43′ 20″ N, 2° 56′ 18″ E / 41.72212°N,2.93824°E                     |           | Mar menuda                  | Modifica les dades a Wikidata |
|        | platja de sa Pedrera         | Tossa de Mar                      | platja unitat geomorfològica                         |                        | 41° 44′ 39″ N, 2° 57′ 45″ E / 41.74403619430261°N,2.9625052213668828°E |           |                             | Modifica les dades a Wikidata |
|        | platja del Reig              | Tossa de Mar                      | platja                                               |                        | 41° 43′ 15″ N, 2° 56′ 08″ E / 41.720893228792°N,2.9356446909186147°E   |           | Platja del Reig             | Modifica les dades a Wikidata |
|        | platja des Bol Nou           | Tossa de Mar                      | platja                                               |                        | 41° 45′ 01″ N, 2° 58′ 07″ E / 41.75039590809343°N,2.9685240983963013°E |           |                             | Modifica les dades a Wikidata |
|        | sa Platja                    | Tossa de Mar                      | platja                                               |                        | 41° 43′ 09″ N, 2° 56′ 02″ E / 41.71925°N,2.93379°E                     |           | Platja Gran (Tossa de Mar)  | Modifica les dades a Wikidata |

## pont
| imatge | Nom                   | Ubicat a     | instància de | Detalls | coordenades                                                         | Protecció | Commons (més fotos) | Dades a WD                    |
| ------ | --------------------- | ------------ | ------------ | ------- | ------------------------------------------------------------------- | --------- | ------------------- | ----------------------------- |
|        | Pont Rodó             | Tossa de Mar | pont         |         | 41° 45′ 54″ N, 2° 53′ 13″ E / 41.764908523178°N,2.8869369439358°E   |           |                     | Modifica les dades a Wikidata |
|        | Pont de Pola          | Tossa de Mar | pont         |         | 41° 44′ 10″ N, 2° 56′ 44″ E / 41.736146667883°N,2.94553797738496°E  |           |                     | Modifica les dades a Wikidata |
|        | la Palanca d'en Martí | Tossa de Mar | pont         |         | 41° 43′ 54″ N, 2° 55′ 19″ E / 41.7317915618406°N,2.92181758781392°E |           |                     | Modifica les dades a Wikidata |

## roca
| imatge | Nom               | Ubicat a     | instància de | Detalls | coordenades                                                             | Protecció | Commons (més fotos) | Dades a WD                    |
| ------ | ----------------- | ------------ | ------------ | ------- | ----------------------------------------------------------------------- | --------- | ------------------- | ----------------------------- |
|        | Roca Toixorrera   | Tossa de Mar | roca         |         | 41° 46′ 26″ N, 2° 54′ 38″ E / 41.773856160162026°N,2.9104328155517583°E |           |                     | Modifica les dades a Wikidata |
|        | Roca de l'Elefant | Tossa de Mar | roca         |         | 41° 45′ 32″ N, 2° 57′ 57″ E / 41.75877984163174°N,2.9659008979797368°E  |           |                     | Modifica les dades a Wikidata |
|        | Roca del Solellàs | Tossa de Mar | roca         |         | 41° 45′ 27″ N, 2° 57′ 43″ E / 41.75745129129723°N,2.9619097709655766°E  |           |                     | Modifica les dades a Wikidata |

## serra
| imatge | Nom                   | Ubicat a                | instància de | Detalls | coordenades                                                  | Protecció | Commons (més fotos) | Dades a WD                    |
| ------ | --------------------- | ----------------------- | ------------ | ------- | ------------------------------------------------------------ | --------- | ------------------- | ----------------------------- |
|        | serra d'Aiguafina     | Tossa de Mar            | serra        |         | 41° 45′ 05″ N, 2° 54′ 09″ E / 41.7515°N,2.90261°E 248.9 msnm |           |                     | Modifica les dades a Wikidata |
|        | serra d'en Jaume      | Llagostera Tossa de Mar | serra        |         | 41° 46′ 35″ N, 2° 53′ 23″ E / 41.77636111°N,2.88966111°E     |           |                     | Modifica les dades a Wikidata |
|        | serra de les Carretes | Tossa de Mar            | serra        |         | 41° 44′ 38″ N, 2° 53′ 01″ E / 41.74398333°N,2.88359083°E     |           |                     | Modifica les dades a Wikidata |

## torre de defensa
| imatge | Nom                   | Ubicat a     | instància de     | Detalls                     | coordenades                                                                                            | Protecció                                  | Commons (més fotos)     | Dades a WD                    |
| ------ | --------------------- | ------------ | ---------------- | --------------------------- | --- | ------------------------------------------ | ----------------------- | ----------------------------- |
|        | Torre de Cala Salionç | Tossa de Mar | torre de defensa | Estil: arquitectura popular | 41° 44′ 03″ N, 2° 57′ 11″ E / 41.7342°N,2.95319°E 41° 44′ 03″ N, 2° 57′ 12″ E / 41.734291°N,2.953225°E | bé integrant del patrimoni cultural català | Agulla de Pola          | Modifica les dades a Wikidata |
|        | Torre de Joanàs       | Tossa de Mar | torre de defensa |                             | 41° 43′ 02″ N, 2° 56′ 02″ E / 41.7171896674863°N,2.93396512264314°E 20 msnm                            |                                            | Torre d'en Joanàs       | Modifica les dades a Wikidata |
|        | Torre de l'Hostal     | Tossa de Mar | torre de defensa | Estil: arquitectura popular | 41° 43′ 06″ N, 2° 55′ 54″ E / 41.7184°N,2.93177°E                                                      | bé integrant del patrimoni cultural català | Can Pujals              | Modifica les dades a Wikidata |
|        | Torre de les Hores    | Tossa de Mar | torre de defensa |                             | 41° 43′ 01″ N, 2° 55′ 57″ E / 41.7169366445937°N,2.93254683357545°E                                    |                                            |                         | Modifica les dades a Wikidata |
|        | Torre del Castell     | Tossa de Mar | torre de defensa |                             | 41° 42′ 58″ N, 2° 56′ 03″ E / 41.7160728482513°N,2.93407445872777°E                                    |                                            |                         | Modifica les dades a Wikidata |
|        | Torre del Codolar     | Tossa de Mar | torre de defensa |                             | 41° 42′ 58″ N, 2° 55′ 57″ E / 41.716207090047°N,2.93258366076922°E                                     |                                            |                         | Modifica les dades a Wikidata |
|        | Torre del Gorg Gitano | Tossa de Mar | torre de defensa | Estil: arquitectura popular | 41° 44′ 50″ N, 2° 54′ 51″ E / 41.747318189464174°N,2.914080619812012°E                                 | bé integrant del patrimoni cultural català |                         | Modifica les dades a Wikidata |
|        | Torre des Moros       | Tossa de Mar | torre de defensa | Estil: arquitectura popular | 41° 43′ 08″ N, 2° 55′ 38″ E / 41.7189°N,2.92726°E                                                      | bé cultural d'interès local                | Torre des Moros (Tossa) | Modifica les dades a Wikidata |

## Misc
| imatge | Nom                                   | Ubicat a                                    | instància de                                    | Detalls                                                          | coordenades | Protecció                                            | Commons (més fotos)       | Dades a WD                    |
| ------ | ------------------------------------- | ------------------------------------------- | ----------------------------------------------- | ---------------------------------------------------------------- | --- | ---------------------------------------------------- | ------------------------- | ----------------------------- |
|        | Ascensor inclinat de Cala Giverola    | Tossa de Mar                                | ascensor inclinat                               | 1988 Llarg: 103m                                                 | 41° 44′ 15″ N, 2° 57′ 05″ E / 41.7375°N,2.951388888888889°E 12 55 msnm                                                         |                                                      |                           | Modifica les dades a Wikidata |
|        | Cadiretas                             | Tossa de Mar                                | vèrtex geodèsic                                 | Alt: 1.2m                                                        | 41° 45′ 27″ N, 2° 55′ 41″ E / 41.757521°N,2.928191°E 518.166 msnm                                                              |                                                      |                           | Modifica les dades a Wikidata |
|        | Deixalleria de Tossa de Mar           | Tossa de Mar                                | instal·lació Ús: deixalleria                    |                                                                  | 41° 43′ 56″ N, 2° 55′ 22″ E / 41.732243642244434°N,2.9228889942169194°E                                                        |                                                      |                           | Modifica les dades a Wikidata |
|        | Escola Ignasi Melé i Farré            | Tossa de Mar                                | edifici escolar                                 | Anomenat per: Ignasi Melé i Farré                                | 41° 43′ 23″ N, 2° 55′ 42″ E / 41.722955383368344°N,2.928296327590943°E                                                         |                                                      |                           | Modifica les dades a Wikidata |
|        | La Cala Bona y la Cal Llevador        | Tossa de Mar                                | indret històric                                 |                                                                  | | bé d'interès cultural                                |                           | Modifica les dades a Wikidata |
|        | Mas Font                              | Tossa de Mar                                | assentament humà                                |                                                                  | 41° 43′ 30″ N, 2° 55′ 45″ E / 41.72513344045361°N,2.9290902614593506°E                                                         |                                                      |                           | Modifica les dades a Wikidata |
|        | Menhir de l'Avi                       | Tossa de Mar                                | menhir                                          |                                                                  | 41° 45′ 42″ N, 2° 55′ 15″ E / 41.76177298075526°N,2.9208934307098393°E                                                         |                                                      |                           | Modifica les dades a Wikidata |
|        | Platja Brava                          | Canyelles Tossa de Mar                      | nucli d'entitat singular de població            | 22 hab                                                           | 41° 42′ 28″ N, 2° 53′ 34″ E / 41.70784738°N,2.892825681°E 80 msnm                                                              |                                                      |                           | Modifica les dades a Wikidata |
|        | Rectoria                              | Tossa de Mar                                | rectoria                                        |                                                                  | 41° 43′ 10″ N, 2° 55′ 56″ E / 41.71938°N,2.93212°E                                                                             | bé cultural d'interès local                          |                           | Modifica les dades a Wikidata |
|        | Túnel de Salionç                      | Tossa de Mar                                | túnel                                           |                                                                  | 41° 44′ 44″ N, 2° 57′ 46″ E / 41.7456019867449°N,2.96283675423594°E                                                            |                                                      |                           | Modifica les dades a Wikidata |
|        | Vil·la romana dels Ametllers          | Tossa de Mar                                | vil·la romana despoblat                         |                                                                  | 41° 43′ 11″ N, 2° 55′ 45″ E / 41.7197178443143°N,2.92922582237142°E ca:Avinguda del Pelegrí, 5-13 / Carrer de la Vil·la Romana |                                                      | Roman Villa of Ametllers  | Modifica les dades a Wikidata |
|        | casa consistorial de Tossa de Mar     | Tossa de Mar                                | casa consistorial                               |                                                                  | 41° 43′ 16″ N, 2° 55′ 42″ E / 41.72107499495397°N,2.928416024126816°E                                                          |                                                      |                           | Modifica les dades a Wikidata |
|        | collet de Terra Negra                 | Caldes de Malavella Llagostera Tossa de Mar | collada                                         |                                                                  | 41° 46′ 23″ N, 2° 52′ 19″ E / 41.773°N,2.87188°E                                                                               |                                                      |                           | Modifica les dades a Wikidata |
|        | depuradora de Tossa de Mar            | Tossa de Mar                                | depuradora d'aigües residuals equipament        |                                                                  | 41° 43′ 56″ N, 2° 55′ 19″ E / 41.73229168147188°N,2.9220306873321538°E                                                         |                                                      |                           | Modifica les dades a Wikidata |
|        | far de Tossa                          | Tossa de Mar                                | far                                             | Estil: arquitectura popular 1919 Alt: 11m                        | 41° 42′ 56″ N, 2° 56′ 02″ E / 41.7156°N,2.93397°E ca:Camí del Far (Vila Vella)                                                 | bé integrant del patrimoni cultural català           | Far de Tossa              | Modifica les dades a Wikidata |
|        | mar Mediterrània                      |                                             | mar interior mar mediterrani conca hidrogràfica | Superfície: 2500000km² Profunditat: 5267 1541m Volum: 3839000km³ | 38° N, 17° E / 38°N,17°E 0 msnm                                                                                                |                                                      | Mediterranean Sea         | Modifica les dades a Wikidata |
|        | pou de gel de s'Arrupit               | Tossa de Mar                                | pou de neu                                      | Estil: arquitectura popular                                      | 41° 43′ 35″ N, 2° 53′ 41″ E / 41.7265°N,2.89471°E                                                                              | bé integrant del patrimoni cultural català           | Pou de gel de s'Arrupit   | Modifica les dades a Wikidata |
|        | recinte emmurallat i castell de Tossa | Tossa de Mar                                | castell muralla urbana                          |                                                                  | 41° 43′ 01″ N, 2° 56′ 02″ E / 41.71694444°N,2.93388889°E 55 msnm                                                               | bé d'interès cultural bé cultural d'interès nacional | Vila Vella (Tossa de Mar) | Modifica les dades a Wikidata |